# Campeonato da Itália de Ciclismo em Estrada

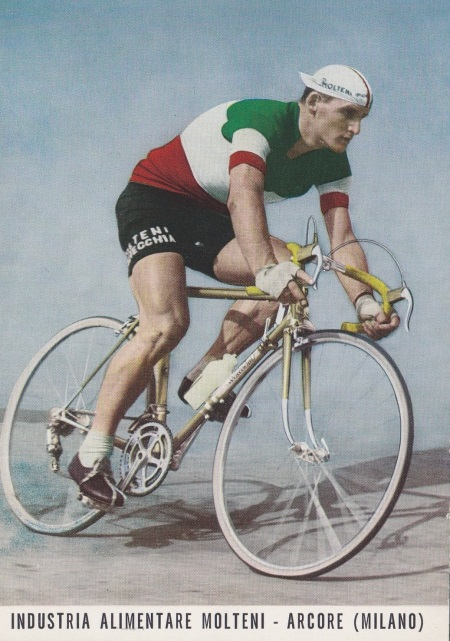
Guido De Rosso campeão em 1964

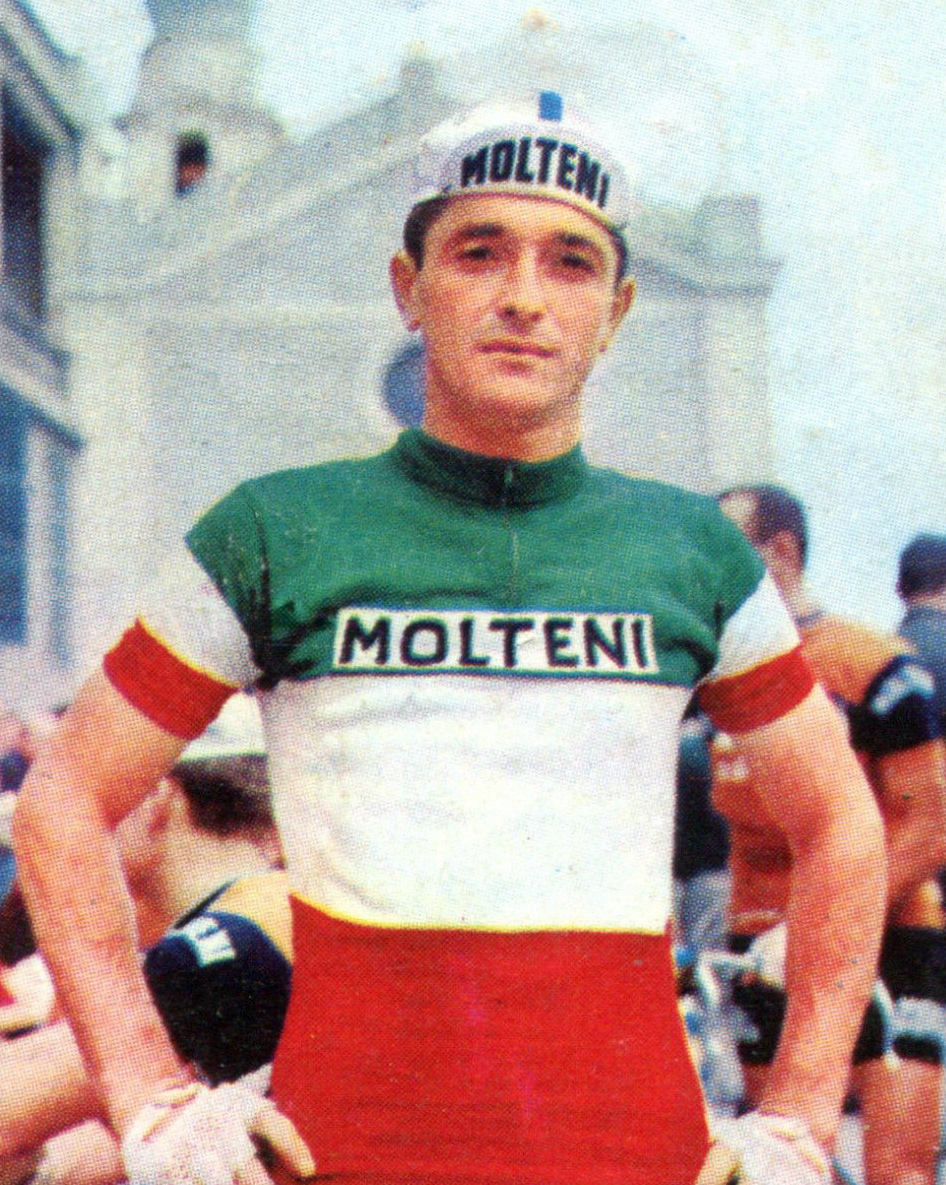
Michele Dancelli campeão em 1965 e 1966

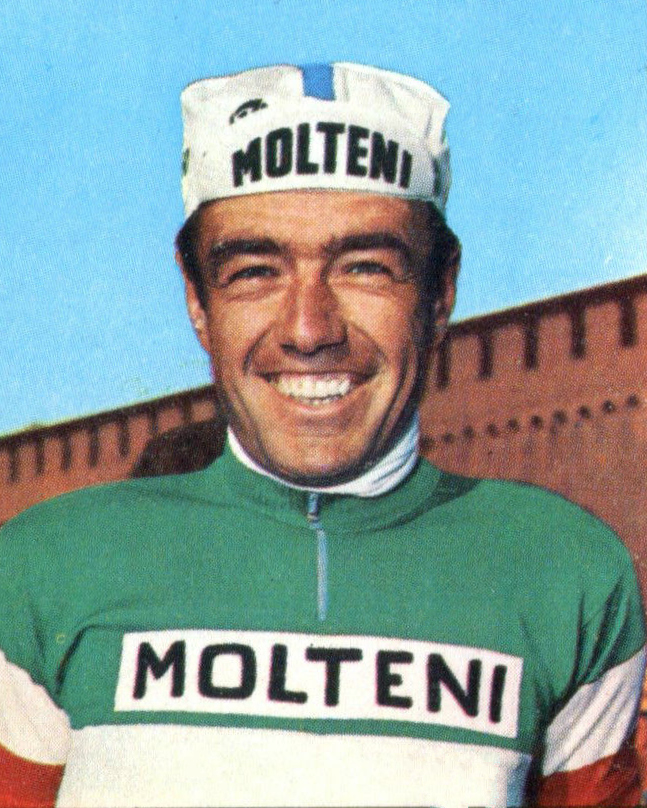
Franco Balmamion como campeão italiano em 1967

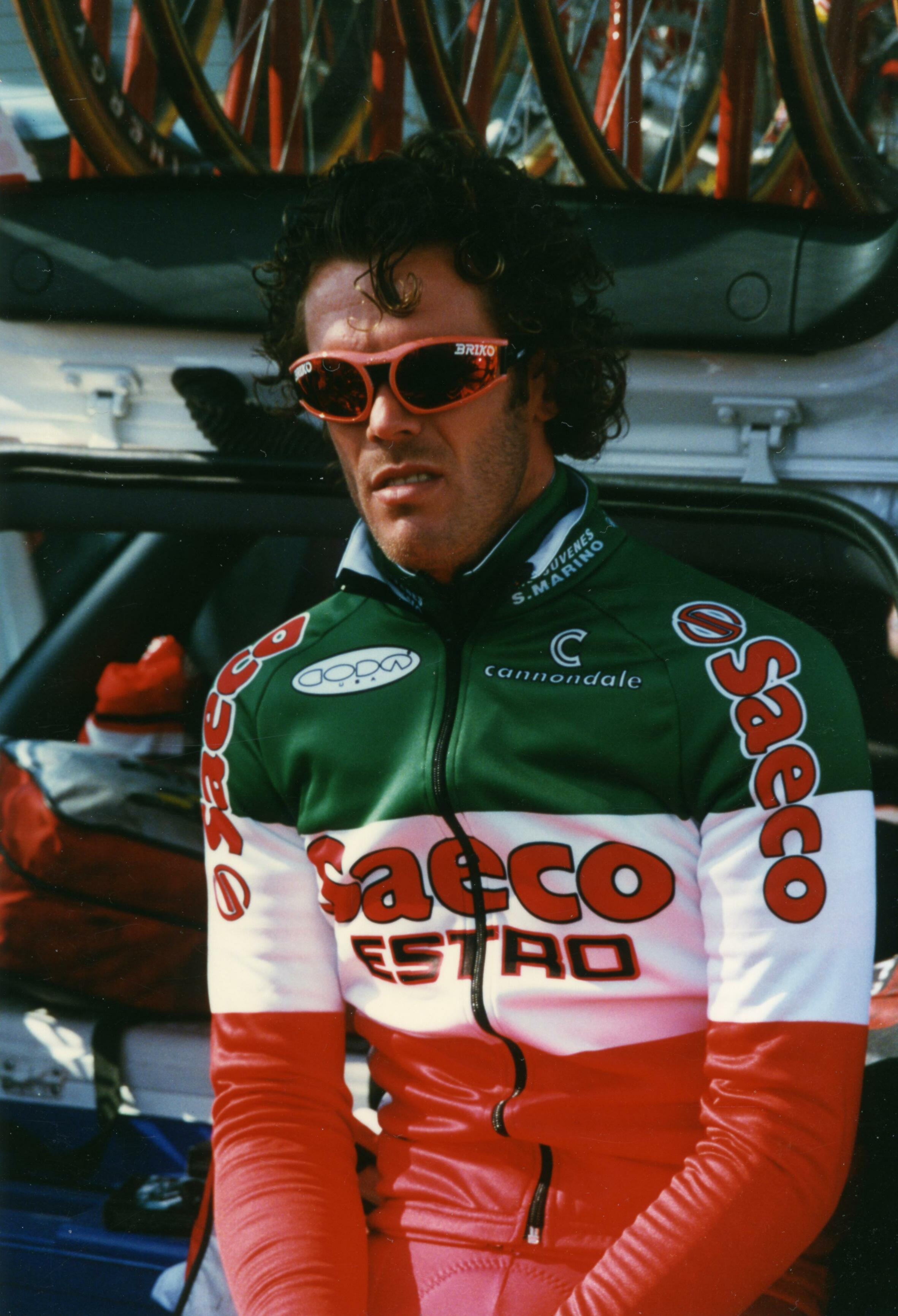
Mario Cipollini campeão em 1996

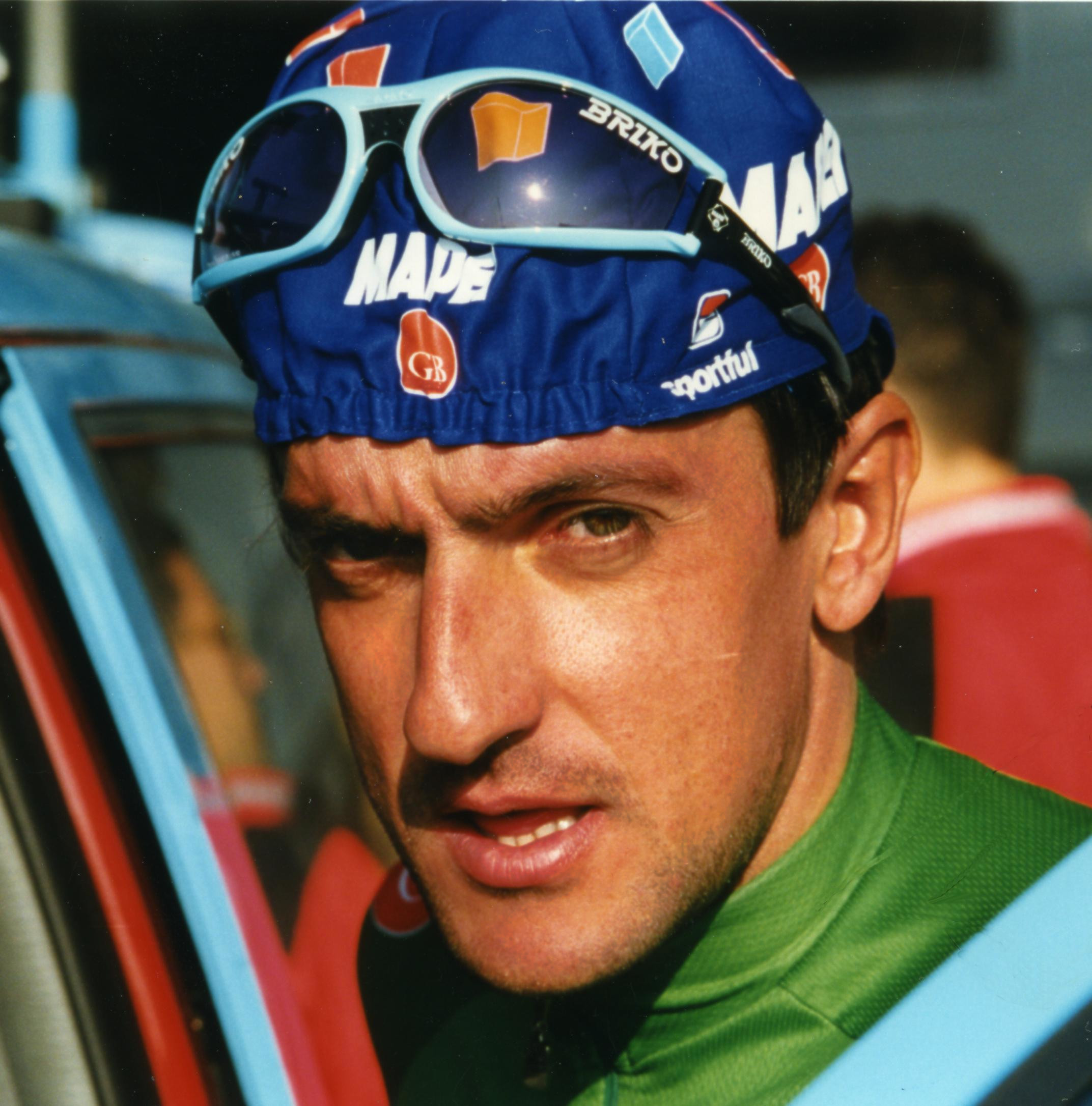
Gianni Faresin campeão em 1997

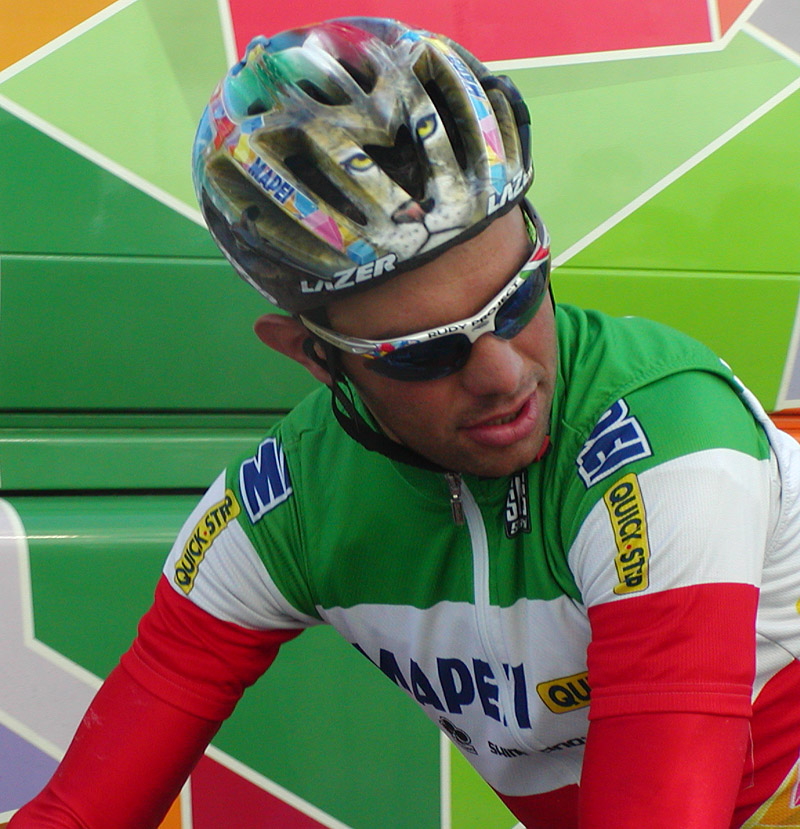
Daniele Nardello campeão em 2001

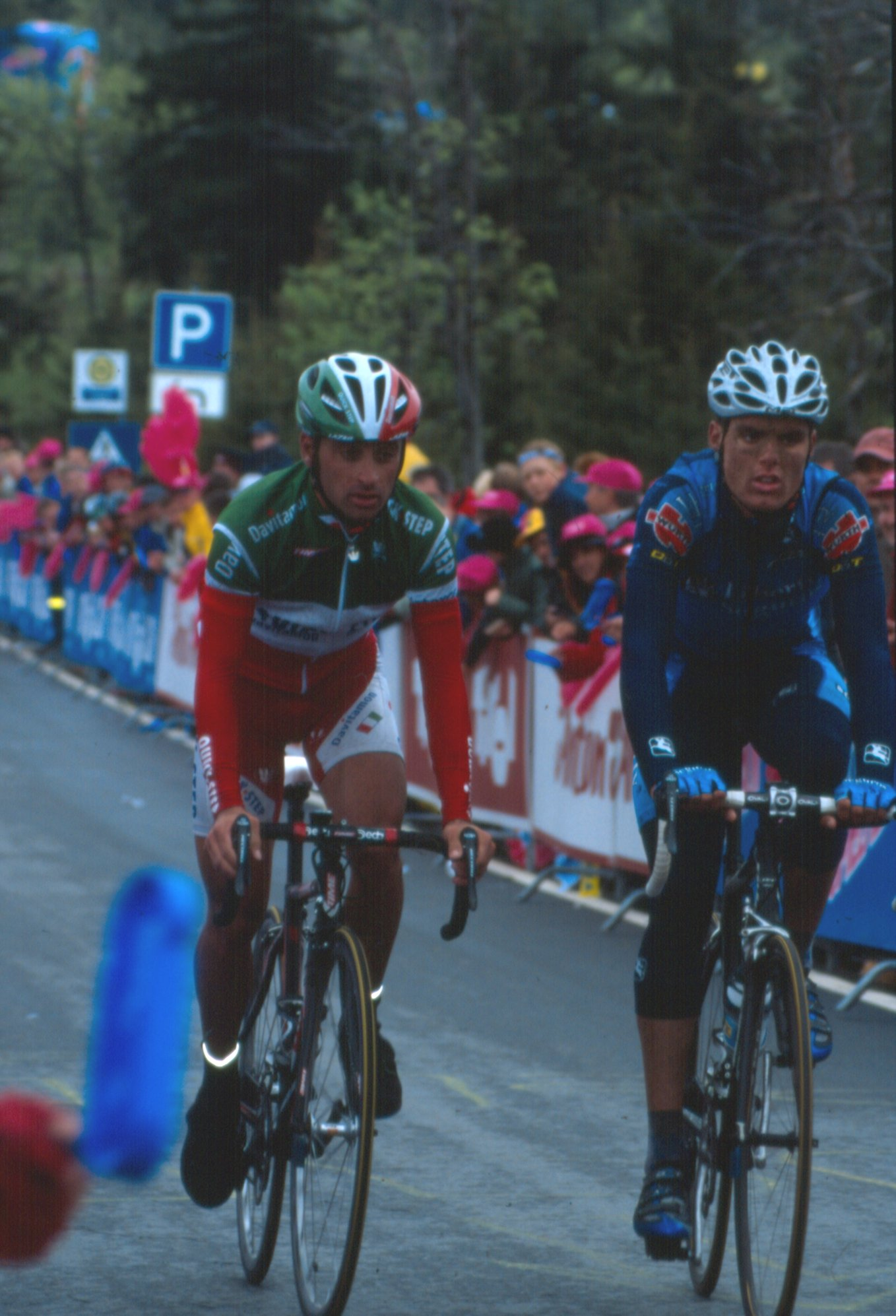
Paolo Bettini com a maglia tricolor

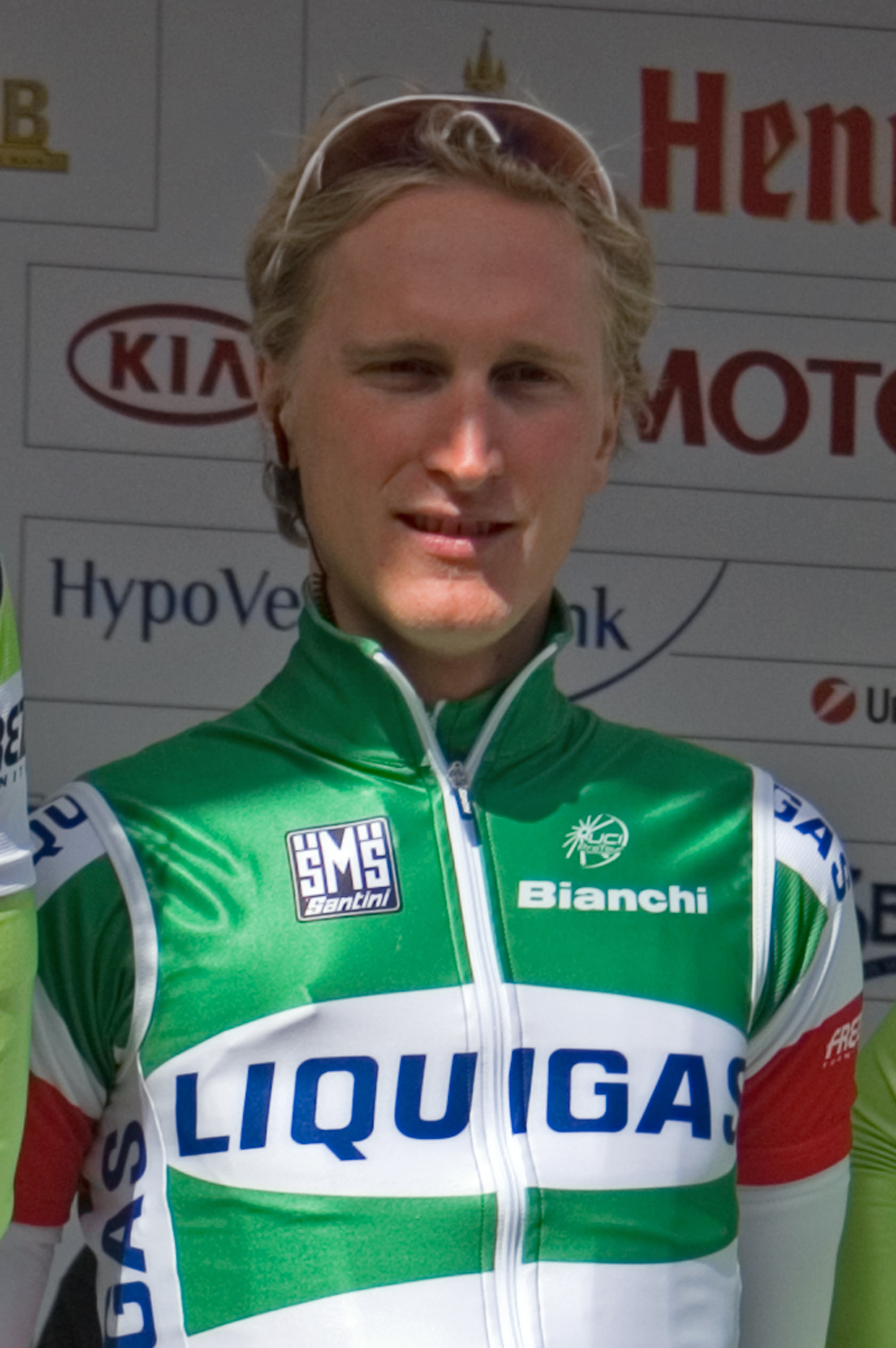
Enrico Gasparotto, campeão em 2005

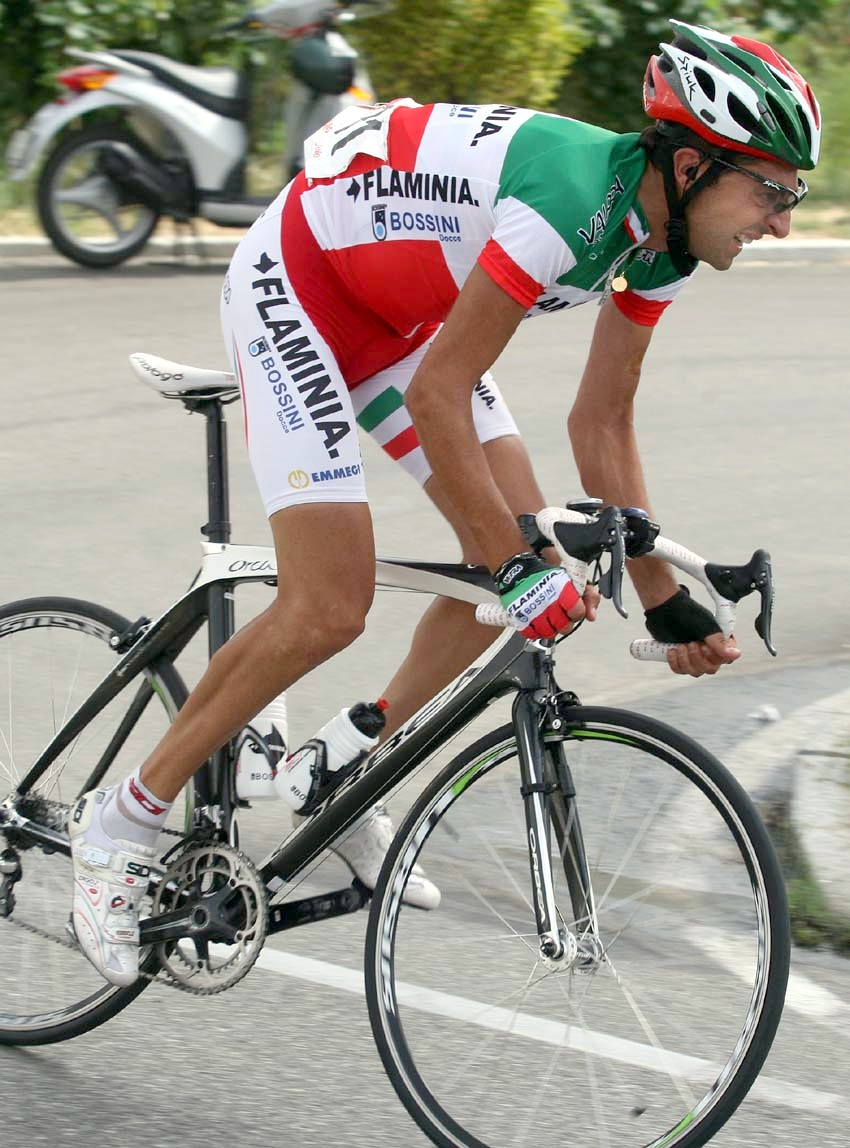
Filippo Simeoni com o maillot de campeão da Itália ganhado em 2008

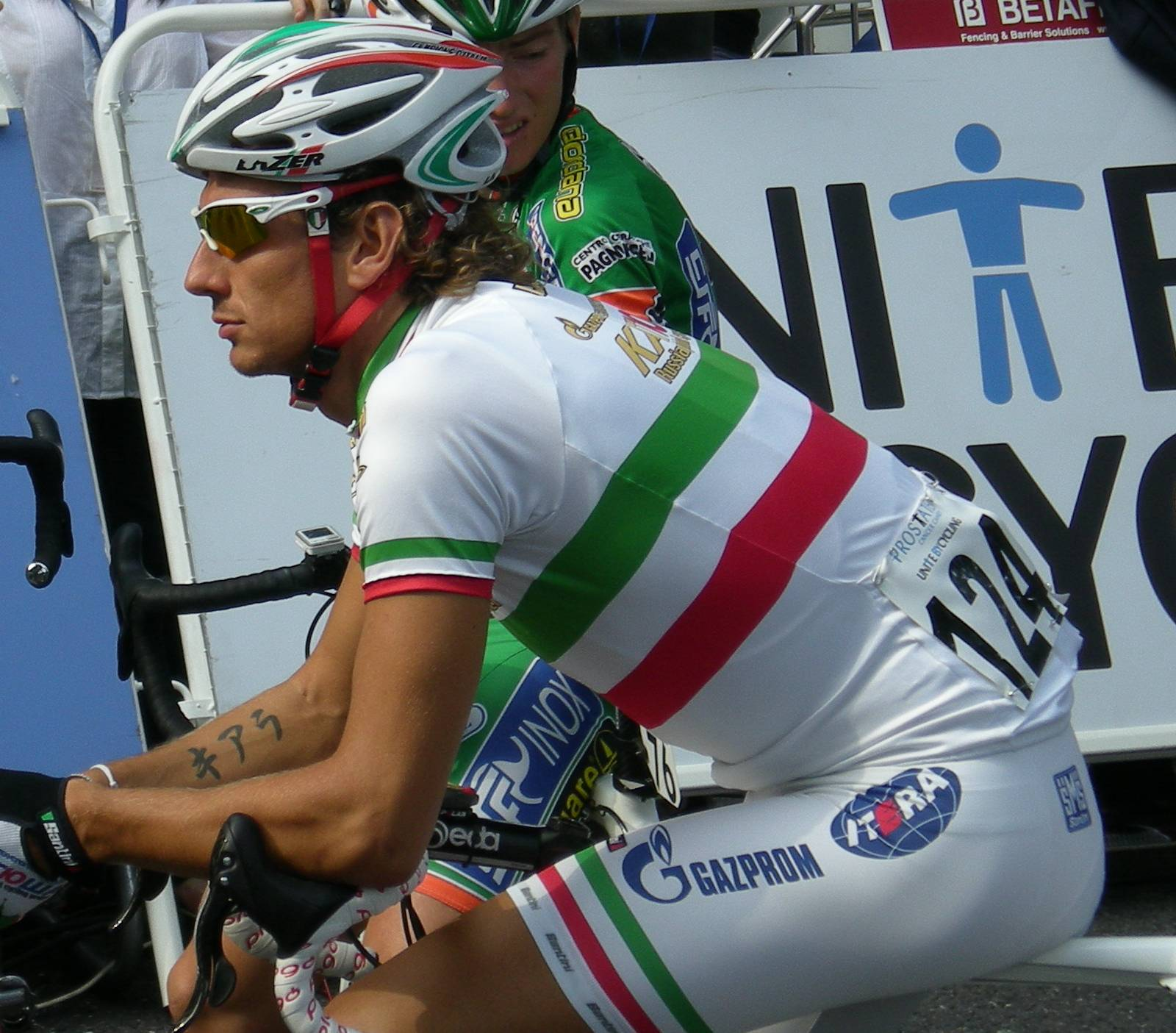
Filippo Pozzato campeão em 2009

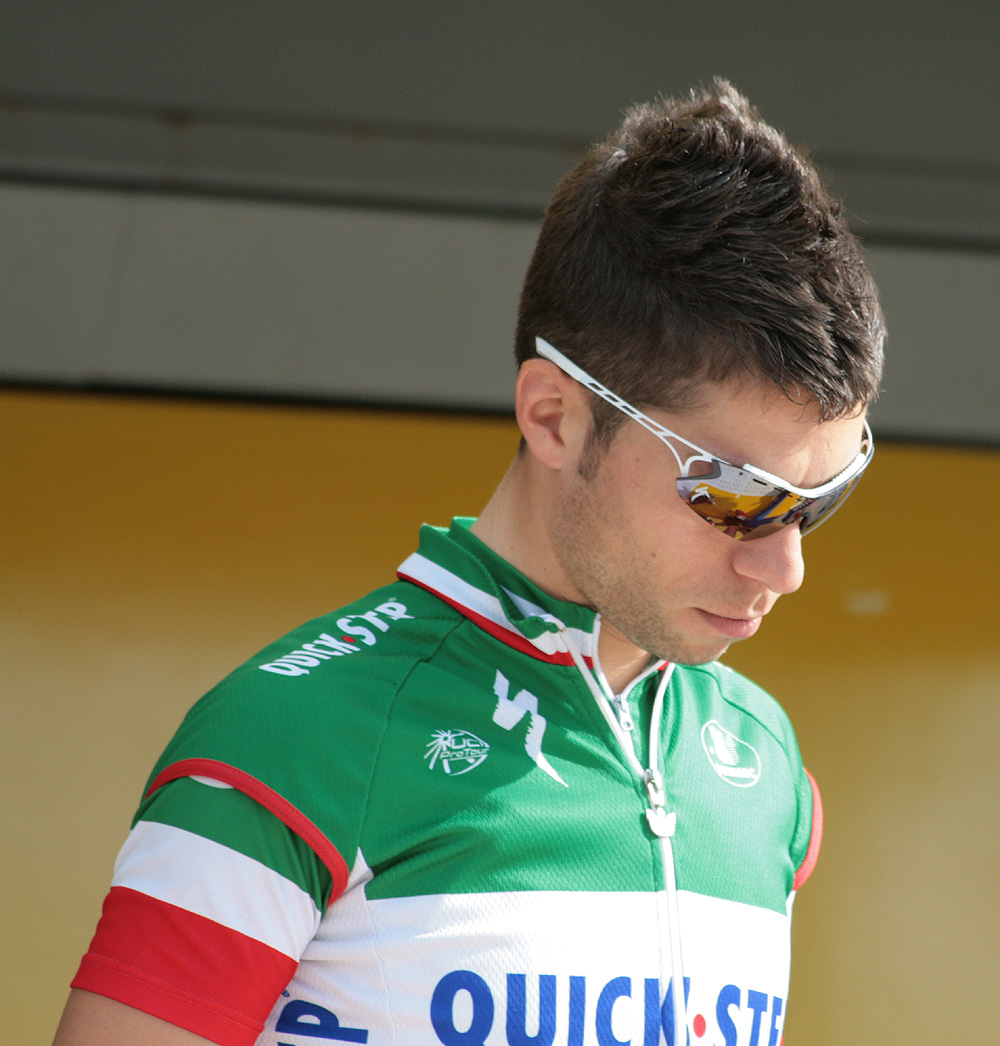
Giovanni Visconti, campeão em 2007, 2010 e 2011

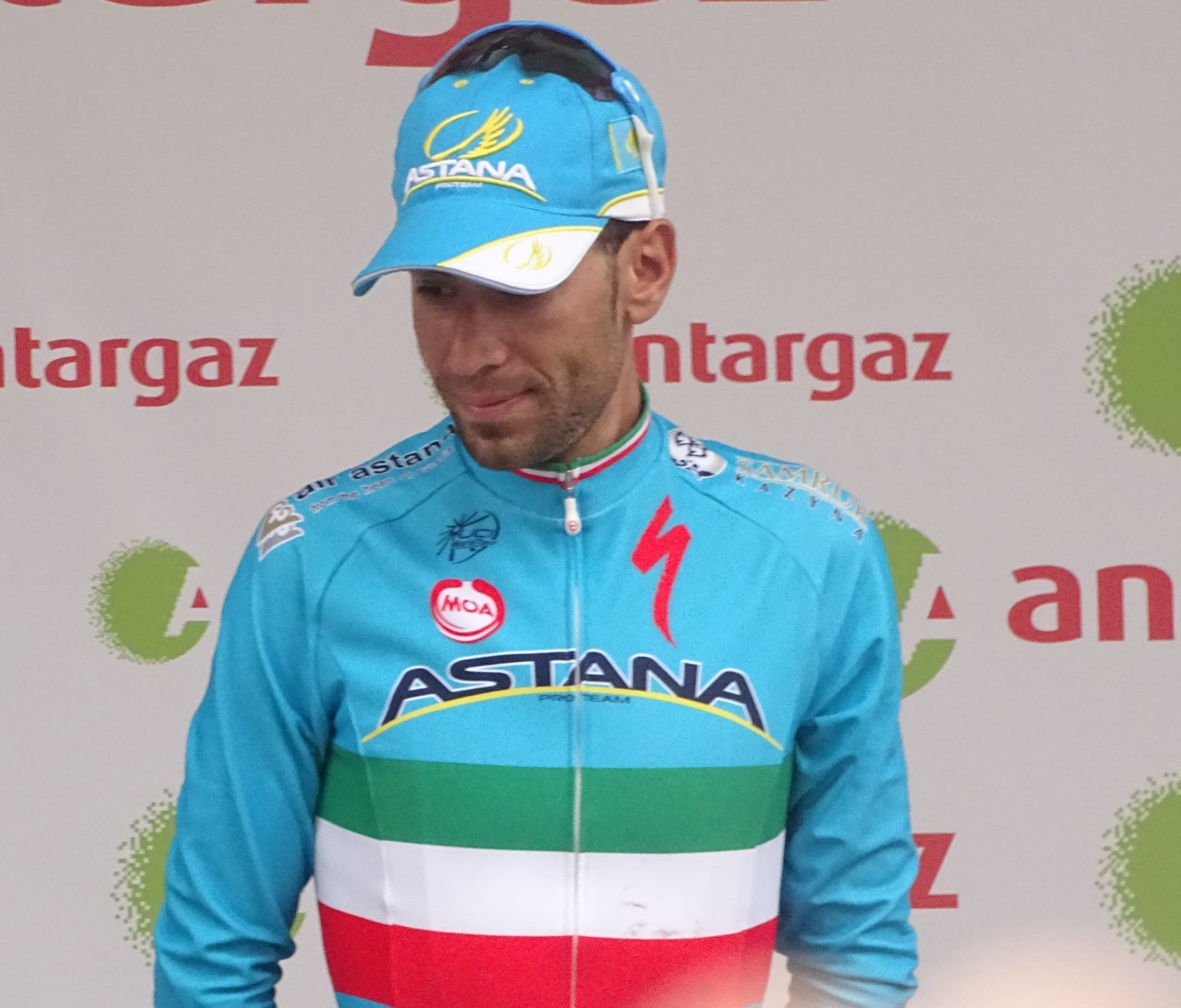
Vincenzo Nibali, campeão em 2014 e 2015

O Campeonato da Itália de fundo em estrada é a carreira anual organizada para outorgar o título de Campeão da Itália. O ganhador tem direito a portar, durante um ano, o maillot com as cores da bandeira italiana (verde, cinza e vermelho), em qualquer prova em Estrada.
Este campeonato disputa-se desde 1906 ininterruptamente, a excepção por motivos políticos dos anos 1894, 1895, do 1897 ao 1905, do 1915 ao 1918 e no 1944.

## Palmarés masculino
| Ano  | Ganhador            | Segundo              | Terceiro                 |
| ---- | ------------------- | -------------------- | ------------------------ |
| 1906 | Giovanni Cuniolo    | Battista Danesi      | Mario Fortuna            |
| 1907 | Giovanni Cuniolo    | Felice Galazzi       | Giovanni Rossignoli      |
| 1908 | Giovanni Cuniolo    | Carlo Galetti        | Pierino Albini           |
| 1909 | Dario Beni          | Carlo Bruschera      | Giovanni Cuniolo         |
| 1910 | Emilio Petiva       | Luigi Ganna          | Eberardo Pavesi          |
| 1911 | Dario Beni          | Ugo Agostoni         | Vincenzo Borgarello      |
| 1912 | Angelo Gremo        | Dario Beni           | Giuseppe Azzini          |
| 1913 | Costante Girardengo | Lauro Bordin         | Emmanuele Garda          |
| 1914 | Costante Girardengo | Luigi Lucotti        | Giuseppe Azzini          |
| 1919 | Costante Girardengo | Alfredo Sivocci      | Luigi Lucotti            |
| 1920 | Costante Girardengo | Gaetano Belloni      | Giovanni Brunero         |
| 1921 | Costante Girardengo | Giovanni Brunero     | Federico Gay             |
| 1922 | Costante Girardengo | Bartolomeo Aimo      | Giovanni Brunero         |
| 1923 | Costante Girardengo | Giovanni Brunero     | Federico Gay             |
| 1924 | Costante Girardengo | Federico Gay         | Michele Gordini          |
| 1925 | Costante Girardengo | Alfredo Binda        | Gaetano Belloni          |
| 1926 | Alfredo Binda       | Costante Girardengo  | Giovanni Brunero         |
| 1927 | Alfredo Binda       | Domenico Piemontesi  | Giuseppe Pancera         |
| 1928 | Alfredo Binda       | Antonio Negrini      | Costante Girardengo      |
| 1929 | Alfredo Binda       | Antonio Negrini      | Domenico Piemontesi      |
| 1930 | Learco Guerra       | Alfredo Binda        | Allegro Grandi           |
| 1931 | Learco Guerra       | Fabio Battesini      | Luigi Giaccobe           |
| 1932 | Learco Guerra       | Remo Bertoni         | Alfredo Binda            |
| 1933 | Learco Guerra       | Remo Bertoni         | Alfredo Bovet            |
| 1934 | Learco Guerra       | Mario Cipriani       | Aldo Canazza             |
| 1935 | Gino Bartali        | Aldo Bini            | Vasco Bergamaschi        |
| 1936 | Giuseppe Olmo       | Giovanni Cazzulani   | Olimpio Bizzi            |
| 1937 | Gino Bartali        | Cesare Del Cancia    | Olimpio Bizzi            |
| 1938 | Olimpio Bizzi       | Gino Bartali         | Glauco Servadei          |
| 1939 | Mario Vicini        | Pietro Rimoldi       | Diego Marabelli          |
| 1940 | Gino Bartali        | Pietro Rimoldi       | Osvaldo Bailo            |
| 1941 | Adolfo Leoni        | Aldo Bini            | Cino Cinelli             |
| 1942 | Fausto Coppi        | Mario Ricci          | Gino Bartali             |
| 1943 | Mario Ricci         | Fiorenzo Magni       | Glauco Servadei          |
| 1945 | Severino Canavesi   | Glauco Servadei      | Sergio Maggini           |
| 1946 | Aldo Ronconi        | Gino Bartali         | Vito Ortelli             |
| 1947 | Fausto Coppi        | Vito Ortelli         | Mario Ricci              |
| 1948 | Vito Ortelli        | Fausto Coppi         | Luciano Maggini          |
| 1949 | Fausto Coppi        | Luciano Maggini      | Adolfo Leoni             |
| 1950 | Antonio Bevilacqua  | Alfredo Martini      | Mario Ricci              |
| 1951 | Fiorenzo Magni      | Gino Bartali         | Antonio Bevilacqua       |
| 1952 | Gino Bartali        | Giuseppe Minardi     | Rinaldo Moresco          |
| 1953 | Fiorenzo Magni      | Nino Defilippis      | Loretto Petrucci         |
| 1954 | Fiorenzo Magni      | Fausto Coppi         | Giuseppe Minardi         |
| 1955 | Fausto Coppi        | Giuseppe Minardi     | Fiorenzo Magni           |
| 1956 | Giorgio Albani      | Cleto Maule          | Pierino Baffi            |
| 1957 | Ercole Baldini      | Alfredo Sabbadin     | Giorgio Albani           |
| 1958 | Ercole Baldini      | Nino Defilippis      | Aldo Moser               |
| 1959 | Diego Ronchini      | Adriano Zamboni      | Angelo Conterno          |
| 1960 | Nino Defilippis     | Rino Benedetti       | Angelo Conterno          |
| 1961 | Arturo Sabbadin     | Arnaldo Pambianco    | Giuliano Bernardelle     |
| 1962 | Nino Defilippis     | Guido Carlesi        | Franco Cribiori          |
| 1963 | Bruno Mealli        | Vendramino Bariviera | Walter Martin            |
| 1964 | Guido De Rosso      | Franco Cribiori      | Italo Zilioli            |
| 1965 | Michele Dancelli    | Vittorio Adorni      | Franco Cribiori          |
| 1966 | Michele Dancelli    | Italo Zilioli        | Vito Taccone             |
| 1967 | Franco Balmamion    | Michele Dancelli     | Vittorio Adorni          |
| 1968 | Felice Gimondi      | Vito Taccone         | Michele Dancelli         |
| 1969 | Vittorio Adorni     | Vito Taccone         | Italo Zilioli            |
| 1970 | Franco Bitossi      | Felice Gimondi       | Marino Basso             |
| 1971 | Franco Bitossi      | Felice Gimondi       | Enrico Paolini           |
| 1972 | Felice Gimondi      | Franco Bitossi       | Michele Dancelli         |
| 1973 | Enrico Paolini      | Marcello Bergamo     | Italo Zilioli            |
| 1974 | Enrico Paolini      | Felice Gimondi       | Marino Basso             |
| 1975 | Francesco Moser     | Valerio Lualdi       | Constantino Conti        |
| 1976 | Franco Bitossi      | Francesco Moser      | Wladimiro Panizza        |
| 1977 | Enrico Paolini      | Marcello Bergamo     | Francesco Moser          |
| 1978 | Pierino Gavazzi     | Francesco Moser      | Giuseppe Saronni         |
| 1979 | Francesco Moser     | Giovanni Battaglin   | Claudio Bortolotto       |
| 1980 | Giuseppe Saronni    | Giovanni Battaglin   | Gianbattista Baronchelli |
| 1981 | Francesco Moser     | Wladimiro Panizza    | Alfredo Chinetti         |
| 1982 | Pierino Gavazzi     | Claudio Torelli      | Gianbattista Baronchelli |
| 1983 | Moreno Argentin     | Giovanni Battaglin   | Alessandro Paganessi     |
| 1984 | Vittorio Algeri     | Silvano Contini      | Daniele Caroli           |
| 1985 | Claudio Corti       | Stefano Colage       | Stefano Giuliani         |
| 1986 | Claudio Corti       | Roberto Visentini    | Massimo Ghirotto         |
| 1987 | Bruno Leali         | Alberto Elli         | Emmanuelle Bombini       |
| 1988 | Pierino Gavazzi     | Giuseppe Saronni     | Maurizio Fondriest       |
| 1989 | Moreno Argentin     | Gianni Bugno         | Giorgio Furlan           |
| 1990 | Giorgio Furlan111   | Roberto Pelliconi    | Flavio Giupponi          |
| 1991 | Gianni Bugno        | Franco Chioccioli    | Claudio Chiappucci       |
| 1992 | Marco Giovannetti   | Gianni Faresin       | Maurizio Fondriest       |
| 1993 | Massimo Podenzana   | Gianni Bugno         | Davide Cassani           |
| 1994 | Massimo Podenzana   | Francesco Casagrande | Gianni Faresin           |
| 1995 | Gianni Bugno        | Paolo Lanfranchi     | Andrea Tafi              |
| 1996 | Mario Cipollini     | Mario Traversoni     | Endrio Leoni             |
| 1997 | Gianni Faresin      | Francesco Casagrande | Valentino Fois           |
| 1998 | Andrea Tafi         | Daniele Nardello     | Alberto Elli             |
| 1999 | Salvatore Commesso  | Roberto Petito       | Alberto Elli             |
| 2000 | Michele Bartoli     | Gilberto Simoni      | Daniele Nardello         |
| 2001 | Daniele Nardello    | Michele Bartoli      | Daniele De Paoli         |
| 2002 | Salvatore Commesso  | Dario Frigo          | Francesco Casagrande     |
| 2003 | Paolo Bettini       | Filippo Pozzato      | Salvatore Commesso       |
| 2004 | Cristian Moreni     | Sergio Marinangeli   | Mauro Gerosa             |
| 2005 | Enrico Gasparotto   | Filippo Pozzato      | Massimo Giunti           |
| 2006 | Paolo Bettini       | Mirko Celestino      | Danilo Di Luca           |
| 2007 | Giovanni Visconti   | Paolo Bossoni        | Davide Rebellin          |
| 2008 | Filippo Simeoni     | Giovanni Visconti    | Filippo Pozzato          |
| 2009 | 'Filippo Pozzato    | Damiano Cunego       | Luca Paolini             |
| 2010 | Giovanni Visconti   | Ivan Santaromita     | Alessandro Ballan        |
| 2011 | Giovanni Visconti   | Mauro Santambrogio   | Simone Ponzi             |
| 2012 | Franco Pellizotti   | Danilo Di Luca       | Moreno Moser             |
| 2013 | Ivan Santaromita    | Michele Scarponi     | Davide Rebellin          |
| 2014 | Vincenzo Nibali     | Davide Formolo       | Matteo Rabottini         |
| 2015 | Vincenzo Nibali     | Francesco Reda       | Diego Ulissi             |
| 2016 | Giacomo Nizzolo     | Gianluca Brambilla   | Filippo Pozzato          |
| 2017 | Fabio Aru           | Diego Ulissi         | Rinaldo Nocentini        |
| 2018 | Elia Viviani        | Giovanni Visconti    | Domenico Pozzovivo       |
| 2019 | Davide Formolo      | Sonny Colbrelli      | Alberto Bettiol          |
| 2020 | Giacomo Nizzolo     | Davide Ballerini     | Sonny Colbrelli          |
| 2021 | Sonny Colbrelli     | Fausto Masnada       | Samuele Zoccarato        |

### Sub-23
| Ano  | Ganhador                   | Segundo             | Terceiro           |
| ---- | -------------------------- | ------------------- | ------------------ |
| 1996 | Roberto Fortunato          | -                   | -                  |
| 1997 | Oscar Mason                | -                   | -                  |
| 1998 | Danilo Di Luca             | Denis Lunghi        | Rinaldo Nocentini  |
| 1999 | Simone Fadini              | -                   | -                  |
| 2000 | Nicola Gavazzi             | -                   | -                  |
| 2001 | Marco Corsini              | -                   | -                  |
| 2002 | Paolo Bailetti             | -                   | -                  |
| 2003 | Giovanni Visconti          | Aristide Ratti      | Stefano Bonini     |
| 2004 | Riccardo Riccò             | Carlo Scognamiglio  | Nicola Peccolo     |
| 2005 | Adriano Angeloni           | Alessio Ricciardi   | Marco Panchetti    |
| 2006 | Francesco Gavazzi          | Maurizio Girardini  | Marco Stefani      |
| 2007 | Simone Ponzi               | Michele Gaia        | Mauro Finetto      |
| 2008 | Damiano Caruso             | Alberto Contoli     | Stefano Pirazzi    |
| 2009 | Matteo Rabottini           | Alfredo Balloni     | Gianluca Brambilla |
| 2010 | Stefano Agostini           | Stefano Locatelli   | Tommaso Salvetti   |
| 2011 | Matteo Trentin             | Fabio Aru           | Andrea Fedi        |
| 2012 | Francesco Manuel Bongiorno | Davide Formolo      | Kristian Sbaragli  |
| 2013 | Andrea Zordan              | Davide Villella     | Alberto Bettiol    |
| 2014 | Simone Sterbini            | Simone Andreetta    | Luca Chirico       |
| 2015 | Gianni Moscon              | Davide Gabburo      | Edward Ravasi      |
| 2016 | Simone Consonni            | Vincenzo Albanese   | Filippo Rocchetti  |
| 2017 | Matteo Moschetti           | Mirco Sartori       | Raffaele Radice    |
| 2018 | Edoardo Affini             | Alberto Dainese     | Michele Corradini  |
| 2019 | Marco Frigo                | Nicolas Dalla Valle | Filippo Zana       |

## Palmarés feminino
| Ano  | Ganhadora              | Segunda                | Terceira                  |
| ---- | ---------------------- | ---------------------- | ------------------------- |
| 1963 | Paola Scotti           | Florinda Parenti       | Anna Santini              |
| 1964 | Maria Cressari         | Paola Scotti           | Elisabetta Maffeis        |
| 1965 | Florinda Parenti       | Elisabetta Maffeis     | Anna Santini              |
| 1966 | Elisabetta Maffeis     | Florinda Parenti       | Giuditta Longari          |
| 1967 | Rosa D'Angelo          | Morena Tartagni        | Ivana Panzi               |
| 1968 | Maria Cressari         | Carla Bosio            | Ivana Panzi               |
| 1969 | Morena Tartagni        | Maria Cressari         | Carla Bosio               |
| 1970 | Giuditta Longari       | Morena Tartagni        | Angela Marchesin          |
| 1971 | Ivana Panzi            | Morena Tartagni        | Elisabetta Maffeis        |
| 1972 | Maria Cressari         | Elisabetta Maffeis     | Morena Tartagni           |
| 1973 | Maria Cressari         | Morena Tartagni        | Gianna Brovedano          |
| 1974 | Carmen Menegaldo       | Giuseppa Micheloni     | Emanuela Menuzzo          |
| 1975 | Luigina Bissoli        | Maria Cressari         | Morena Tartagni           |
| 1976 | Bruna Cancelli         | Patrizia Cassani       | Rita Coden                |
| 1977 | Luigina Bissoli        | Bruna Cancelli         | Adalberta Marcucetti      |
| 1978 | Rossella Galbiati      | Francesca Galli        | Anna Morlacchi            |
| 1979 | Francesca Galli        | Giuseppa Micheloni     | Cristina Minuzzo          |
| 1980 | Michela Tommasi        | Rossella Galbiati      | Lorena Moscon             |
| 1981 | Rosanna Piantoni       | Rossella Galbiati      | Adalberta Marcuccetti     |
| 1982 | Maria Canins           | Francesca Galli        | Adalberta Marcuccetti     |
| 1983 | Patrizia Spadaccini    | Adalberta Marcuccetti  | Luisa Seghezzi            |
| 1984 | Maria Canins           | Roberta Bonanomi       | Adalberta Marcuccetti     |
| 1985 | Maria Canins           | Mara Mosol             | Emanuela Menuzzo          |
| 1986 | Bruna Seghezzi         | Imelda Chiappa         | Maria Canins              |
| 1987 | Maria Canins           | Monica Bandini         | Imelda Chiappa            |
| 1988 | Maria Canins           | Imelda Chiappa         | Monica Bandini            |
| 1989 | Maria Canins           | Elisabetta Fanton      | Gabriella Pregnolato      |
| 1990 | Elisabetta Fanton      | Elisabetta Guazzaroni  | Imelda Chiappa            |
| 1991 | Lucia Pizzolotto       | Valeria Cappellotto    | Nadia Stramigioli         |
| 1992 | Michela Fanini         | Nadia Molteni          | Valeria Cappellotto       |
| 1993 | Imelda Chiappa         | Michela Fanini         | Sara Felloni              |
| 1994 | Simona Muzzioli        | Alessandra Cappellotto | Lucia Pizzolotto          |
| 1995 | Roberta Ferrero        | Alessandra Cappellotto | Nadia Molteni             |
| 1996 | Fabiana Luperini       | Imelda Chiappa         | Alessandra Cappellotto    |
| 1997 | Imelda Chiappa         | Alessandra Cappellotto | Valeria Cappellotto       |
| 1999 | Valeria Cappellotto    | Sonia Rocca            | Lucia Pizzolotto          |
| 2000 | Gabriella Pregnolato   | Greta Zocca            | Sara Felloni              |
| 2001 | Greta Zocca            | Katia Longhin          | Lisa Gatto                |
| 2002 | Rosalisa Lapomarda     | Katia Longhin          | Luisa Tamanini            |
| 2003 | Alessandra Cappellotto | Alessandra D'Ettore    | Katia Longhin             |
| 2004 | Fabiana Luperini       | Tania Belvederesi      | Alessandra Cappellotto    |
| 2005 | Silvia Parietti        | Alessandra Grassi      | Luisa Tamanini            |
| 2006 | Fabiana Luperini       | Gessica Turato         | Silvia Parietti           |
| 2007 | Eva Lechner            | Luisa Tamanini         | Giorgia Bronzini          |
| 2008 | Fabiana Luperini       | Tatiana Guderzo        | Giorgia Bronzini          |
| 2009 | Monia Baccaille        | Laura Bozzolo          | Giorgia Bronzini          |
| 2010 | Monia Baccaille        | Alessandra D'Ettore    | Lorena Foresi             |
| 2011 | Noemi Cantele          | Tatiana Guderzo        | Silvia Valsecchi          |
| 2012 | Giada Borgato          | Silvia Valsecchi       | Marta Bastianelli         |
| 2013 | Dalia Muccioli         | Giorgia Bronzini       | Rossella Ratto            |
| 2014 | Elena Cecchini         | Valentina Scandolara   | Maria Giulia Confalonieri |
| 2015 | Elena Cecchini         | Elisa Longo Borghini   | Dalia Muccioli            |
| 2016 | Elena Cecchini         | Elisa Longo Borghini   | Giorgia Bronzini          |
| 2017 | Elisa Longo Borghini   | Giorgia Bronzini       | Soraya Paladin            |
| 2018 |                        |                        |                           |
| 2019 |                        |                        |                           |
| 2020 |                        |                        |                           |
| 2021 |                        |                        |                           |
| 2022 |                        |                        |                           |
| 2023 |                        |                        |                           |
| 2024 |                        |                        |                           |

## Estatísticas

### Competições masculinas

#### Profissional
| Ciclista            | Vitórias | Anos                                                  |
| ------------------- | -------- | ----------------------------------------------------- |
| Costante Girardengo | 9        | 1913, 1914, 1919, 1920, 1921, 1922, 1923, 1924 e 1925 |
| Learco Guerra       | 5        | 1930, 1931, 1932, 1933 e 1934                         |
| Alfredo Binda       | 4        | 1926, 1927, 1928 e 1929                               |
| Fausto Coppi        | 4        | 1942, 1947, 1949 e 1955                               |
| Giovanni Cuniolo    | 3        | 1906, 1907 e 1908                                     |
| Gino Bartali        | 3        | 1935, 1937 e 1940                                     |
| Fiorenzo Magni      | 3        | 1951, 1953 e 1954                                     |
| Franco Bitossi      | 3        | 1970, 1971 e 1976                                     |
| Enrico Paolini      | 3        | 1973, 1974 e 1977                                     |
| Francesco Moser     | 3        | 1975, 1979 e 1981                                     |
| Pierino Gavazzi     | 3        | 1978, 1982 e 1988                                     |
| Giovanni Visconti   | 3        | 2007, 2010 e 2011                                     |
| Dario Beni          | 2        | 1909 e 1911                                           |
| Ercole Baldini      | 2        | 1957 e 1958                                           |
| Nino Defilippis     | 2        | 1960 e 1962                                           |
| Michele Dancelli    | 2        | 1965 e 1966                                           |
| Felice Gimondi      | 2        | 1968 e 1972                                           |
| Claudio Corti       | 2        | 1985 e 1986                                           |
| Moreno Argentin     | 2        | 1983 e 1989                                           |
| Massimo Podenzana   | 2        | 1993 e 1994                                           |
| Gianni Bugno        | 2        | 1991 e 1995                                           |
| Salvatore Commesso  | 2        | 1999 e 2002                                           |
| Paolo Bettini       | 2        | 2003 e 2006                                           |
| Vincenzo Nibali     | 2        | 2014 e 2015                                           |

### Competições femininas

#### Profissional
| Ciclista         | Vitórias | Anos                                |
| ---------------- | -------- | ----------------------------------- |
| Maria Canins     | 6        | 1982, 1984, 1985, 1987, 1988 e 1989 |
| Maria Cressari   | 4        | 1964, 1968, 1972 e 1973             |
| Fabiana Luperini | 4        | 1996, 2004, 2006 e 2008             |
| Elena Cecchini   | 3        | 2014, 2015 e 2016                   |
| Imelda Chiappa   | 2        | 1993 e 1997                         |
| Monia Baccaille  | 2        | 2009 e 2010                         |